# Alcool de gentiane
Ne doit pas être confondu avec Liqueur de gentiane.
 (février 2021).
L'alcool de gentiane ou eau-de-vie de gentiane, ou encore plus simplement gentiane (ce qui induit des confusions avec la liqueur de gentiane) est une boisson alcoolisée, traditionnellement produite à partir des racines et des rhizomes fermentés de la gentiane jaune (aussi appelée « grande gentiane ») en Franche-Comté, dans le massif vosgien et dans le Massif central, ainsi que dans le Jura suisse dans le Jura vaudois, les Franches-Montagnes, le canton du Jura et sur les hauteurs du Jura bernois, la partie francophone du canton de Berne, dans le canton du Valais ainsi que le Chablais savoyard.

## Récolte et distillation

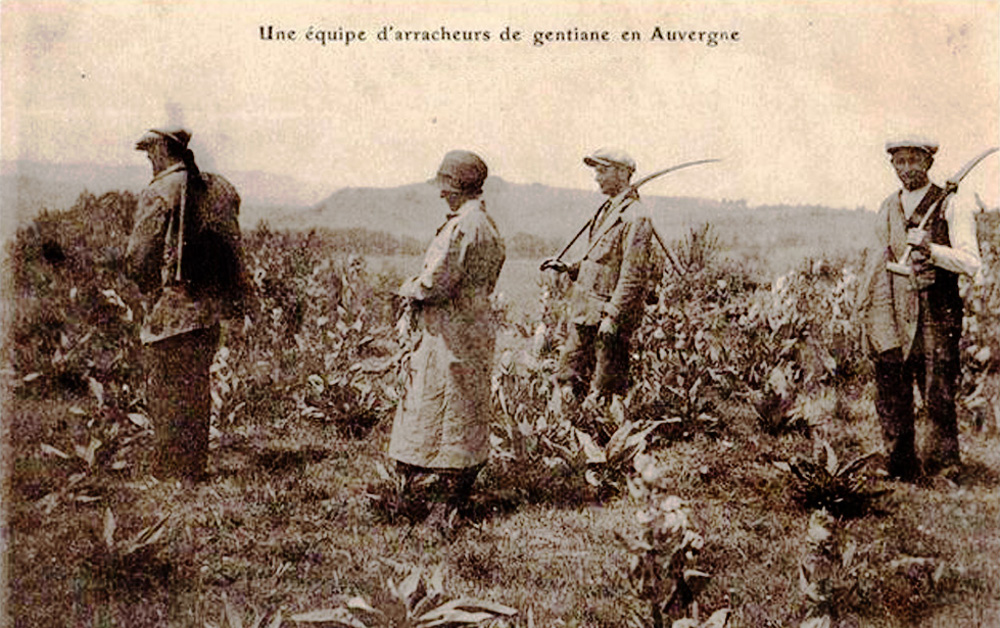
Gençanaïres dans le Velay avec leurs fourches du diable

L'alcool de gentiane est distillé à partir des racines et des rhizomes fermentés de la gentiane jaune. Les racines et les rhizomes sont traditionnellement arrachés par les gençanaïres ou gentianaires durant l'automne pour une distillation qui se déroule pendant l'hiver. Quinze kilos de racines et de rhizomes de gentiane permettent de produire un litre d’alcool. La fabrication de cette eau-de-vie passe par trois étapes primordiales. Dans un premier temps les racines et les rhizomes sont soigneusement nettoyés et réduits en fines lamelles. Puis après 6 semaines de fermentation dans des caves chauffées à 20 °C, une première distillation du moût produit un liquide titrant de 25 à 30 % appelé « blanquette » dans le Jura (ce liquide prend le nom de « flegme » lors de la distillation de grains ou de « brouillis » dans la distillation du Cognac). La blanquette est ensuite redistillée et donne après rejet des distillats de tête (encore appelés dragon ou chien dans le Jura) un produit titrant de 70 à 90 %, réduit ensuite par addition d'eau pour donner un produit final titrant de 40 % à 55 % suivant le goût du distillateur.

## Consommation
L'eau-de-vie de gentiane est consommée traditionnellement en tant que digestif. Elle remplace parfois la vodka dans la coupe colonel (sorbet au citron accompagné de vodka).

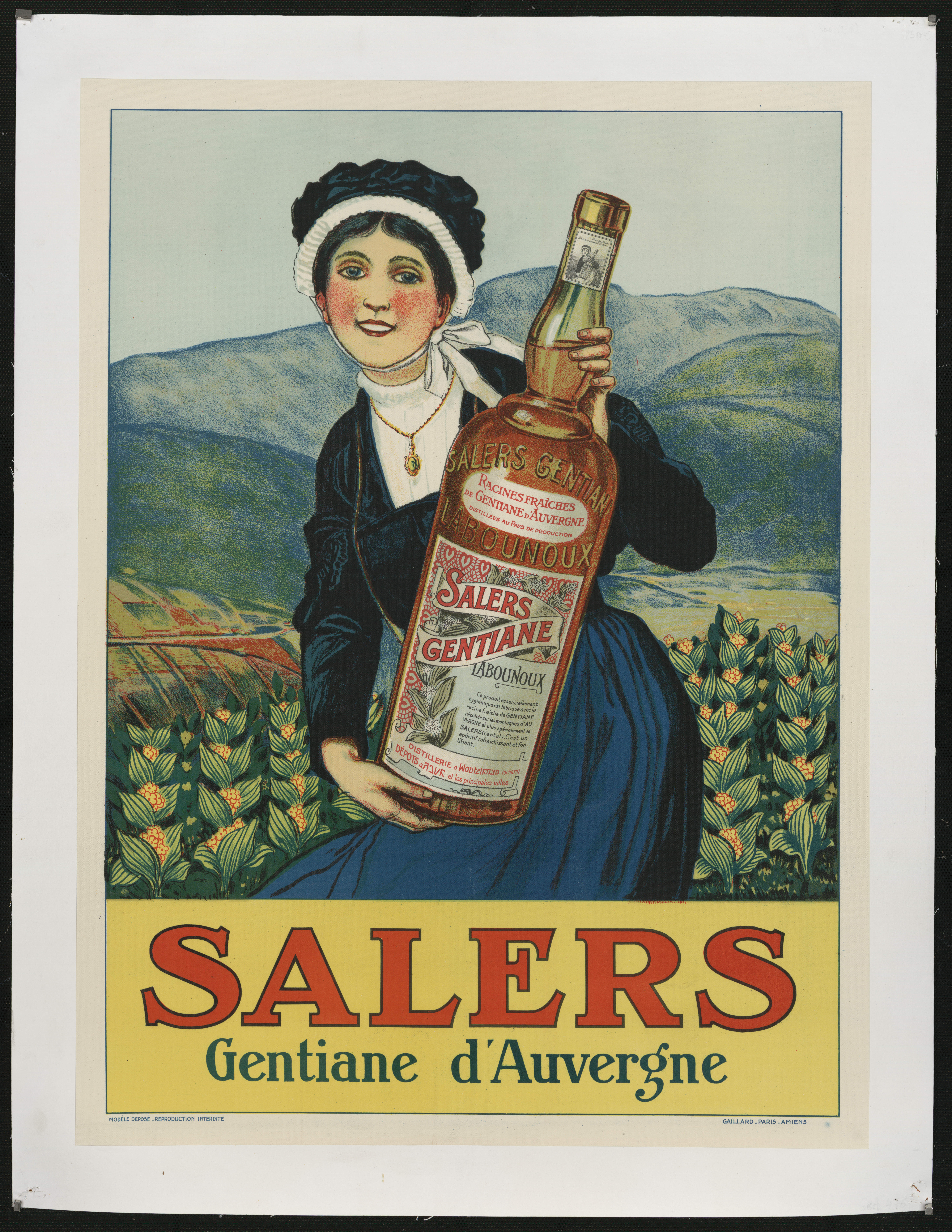
Affiche publicitaire pour la Salers, gentiane d'Auvergne. 1930. Conservée à la bibliothèque du patrimoine de Clermont Auvergne Métropole.
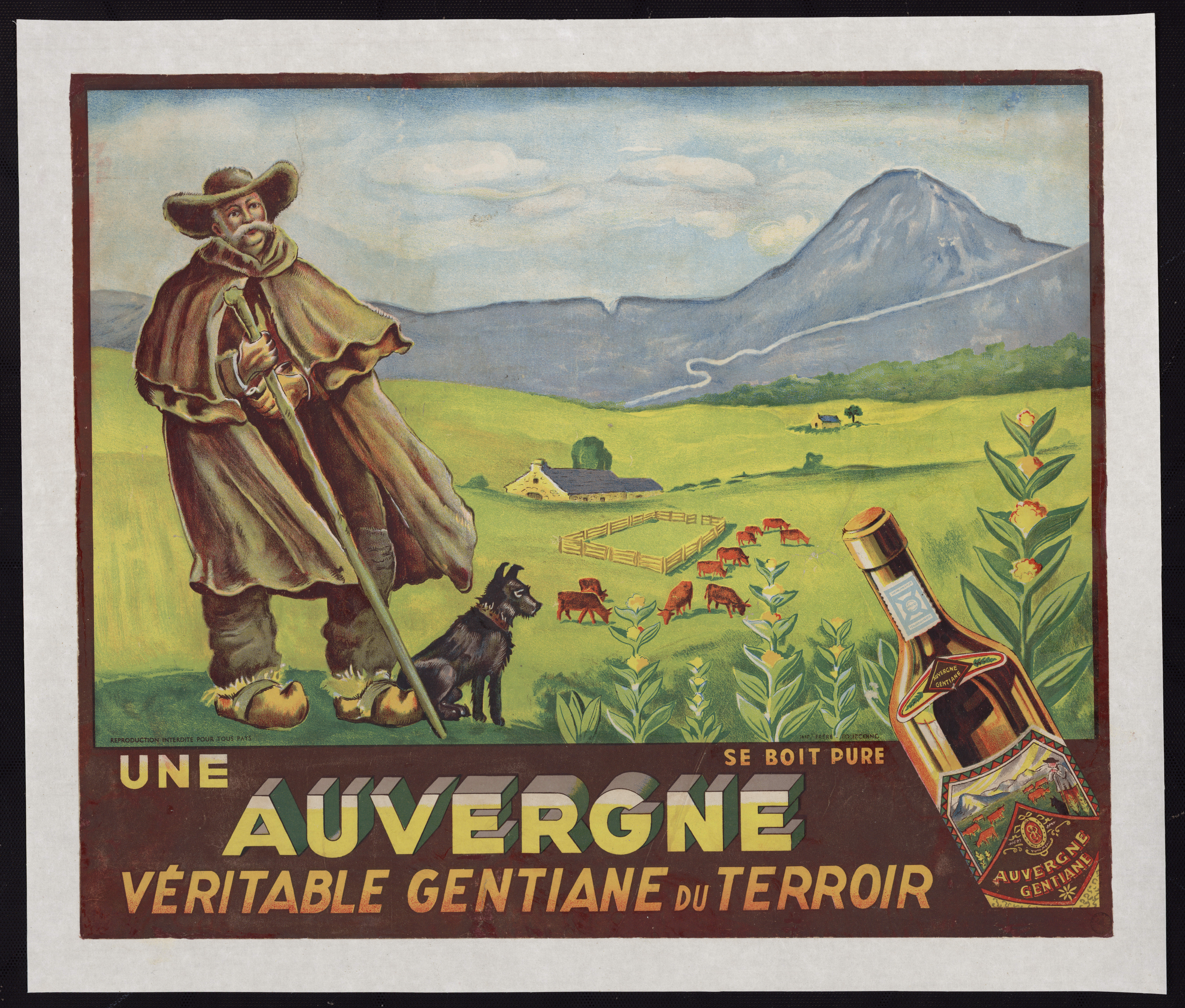
Affiche publicitaire pour l'Auvergne véritable gentiane du terroir. Conservée à la bibliothèque du patrimoine de Clermont Auvergne Métropole.
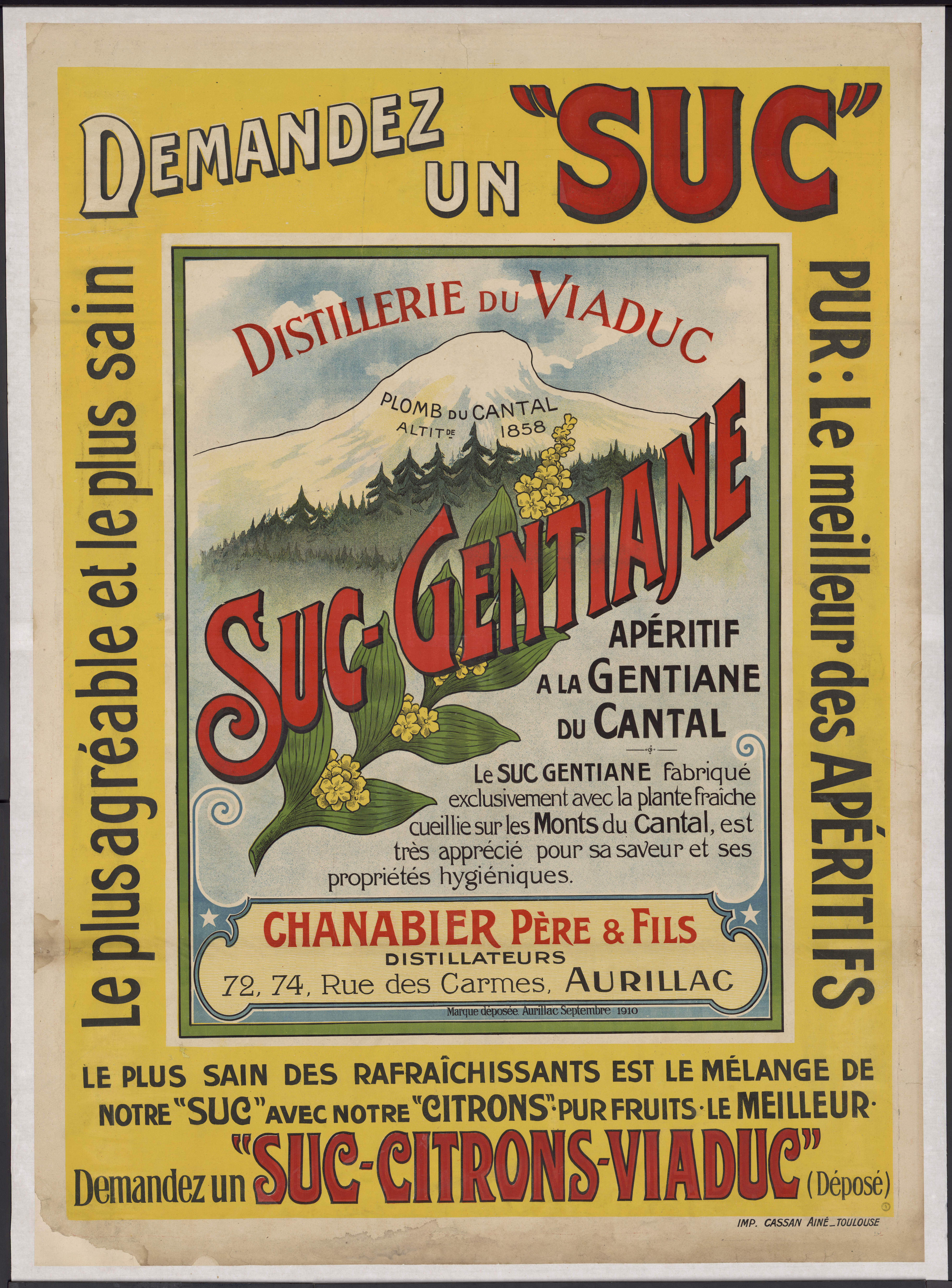
Affiche publicitaire pour le Suc-Gentiane. Conservée à la bibliothèque du patrimoine de Clermont Auvergne Métropole.

## Production

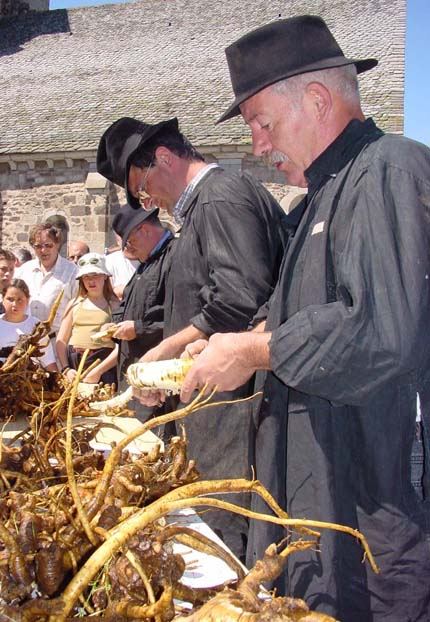
Vente de racines de gentiane à Riom-ès-Montagnes

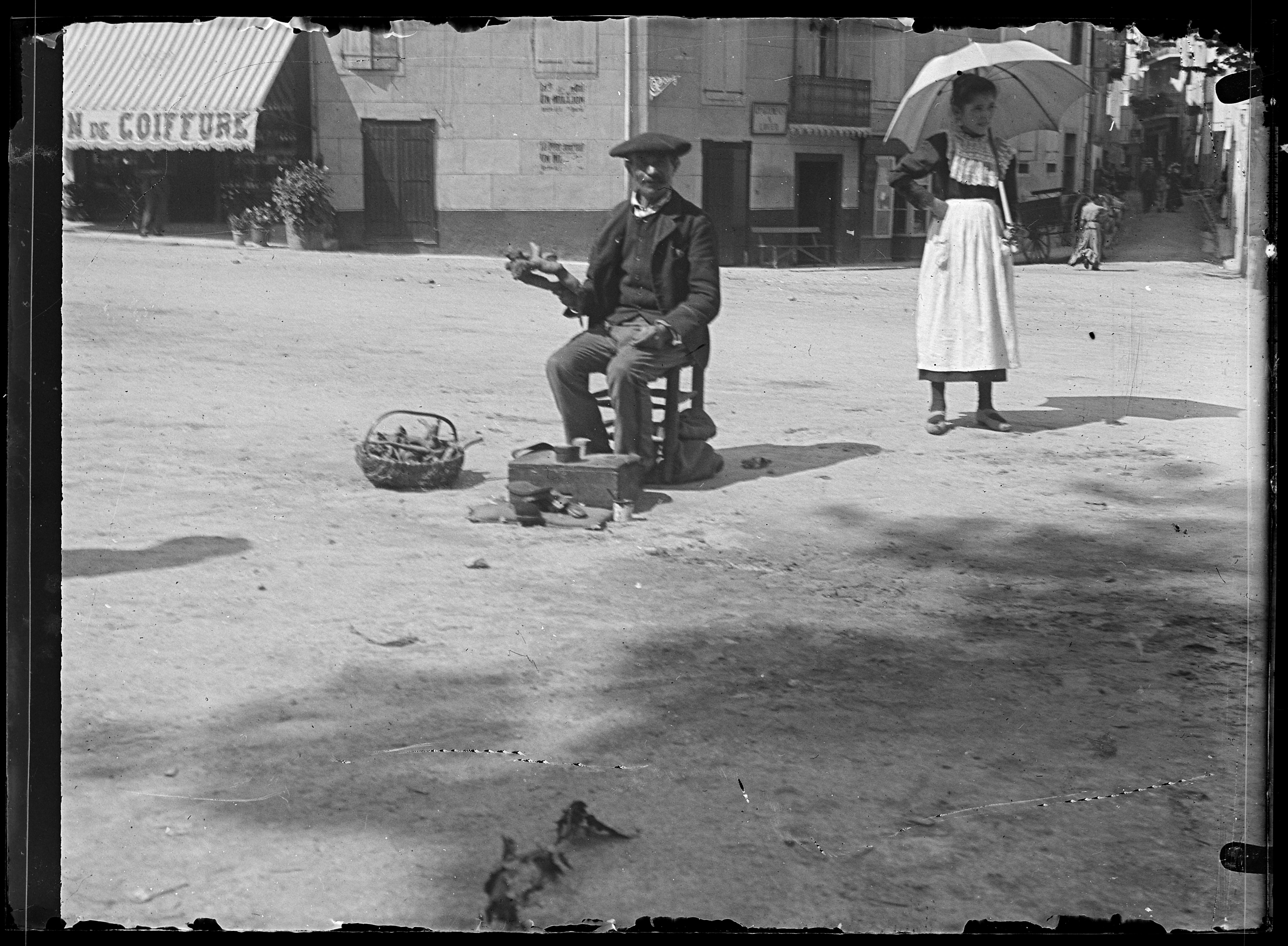
Marchand de gentiane à Ax-les-Thermes

En 2007, en dehors de la production traditionnelle par des particuliers qui est en régression, quelques distilleries (le plus souvent artisanales) continuent de produire cette eau-de-vie. Ces distilleries se situent en Savoie et Haute-Savoie (chez Paget), dans le Massif central (Avèze, Couderc, Salers...) ainsi que dans la zone de distillation traditionnelle des eaux-de-vie blanches qui est constituée du nord de la Franche-Comté (région de Fougerolles), du sud-est de la Lorraine et du sud de l'Alsace (région de Colmar). Une distillerie dont l'activité principale était la distillation de l'eau-de-vie de gentiane subsistait jusqu'en 2013 dans le Doubs à la limite avec le Jura, son activité a été reprise par une distillerie de la région de Pontarlier. Toutes ces distilleries distillent des racines provenant essentiellement du Massif central où l'arrachage bien que difficile y est plus aisé et mieux organisé que dans les autres régions où la gentiane jaune pousse.

## Fête
La gentiane est célébrée, dans le Cantal, en juillet lors de "la fête de la gentiane" à Riom-ès-Montagnes.
Une autre fête, celle-ci organisée aux Breuleux dans les Franches-Montagnes (Jura/Suisse), est en passe de devenir célèbre.
Initiée en 2011, elle est maintenant reconduite chaque année. l'édition 2016 s'est déroulée le 27 août,